# Aurelia Castillo de González
Aurelia Castillo de González (Puerto Príncipe, 1842-Camagüey, 1920) fue una escritora de cuentos y poemas cubana.

## Biografía
Nació el 27 de enero de 1842. Fundó la Academia de Artes y Letras. Destaca entre su obra la traducción del libro La hija de Yorio de D'Annunzio.